# 生物化学杂志
生物化學雜誌（Journal of Biological Chemistry，简称：JBC，或譯：生物化学杂志或生物化学期刊）创刊于1905年，自1925年起由美国生物化学和分子生物学学会出版。目前JBC同时通过纸版和在线方式每周发行，涉及生物化学和分子生物学的所有领域。2014年JBC的科学引文索引影响因子为4.573，JBC是2014年总引用次数最多的科学期刊.。